# Cibora
Cibora (Cyperus L.) – rodzaj roślin należący do rodziny ciborowatych (Cyperaceae). Obejmuje ok. 700–950 gatunków. Rośliny z tego rodzaju występują na wszystkich kontynentach z wyjątkiem stref okołobiegunowych. W zależności od ujęcia dwa lub trzy gatunki rosną dziko w Polsce jako rodzime (cibora brunatna C. fuscus i cibora żółta C. flavescens oraz C. micheliana, często opisywana jako dichostylis Michela Dichostylis micheliana), z gatunków obcych zadomowiona w Polsce jest cibora jadalna C. esculentus, a trzy gatunki dziczeją przejściowo (cibora zwarta C. congestus, cibora pochylona C. declinatus i cibora Houghtona C. houghtonii).
Bulwy korzeniowe wielu gatunków są jadalne (C. bulbosus, C. esculentus, C. papyrus). Z rdzeni łodyg cibory papirusowej C. papyrus wyrabiano papirus – odpowiednik papieru. W Chinach do wyrobu mat wykorzystywano włókna z C. tegetiformis. Podobnie jako surowca plecionkarskiego i do wyrobu szczotek wykorzystywano w Indochinach C. malaccensis, na Hawajach C. laevigatus, a w Ameryce Środkowej C. canus. Kłącze C. corymbosus w Brazylii stosowane jest jako silnie działający środek antykoncepcyjny. Medycznie wykorzystywane są także C. brevifolius, C. articulatus. Różne gatunki uprawiane są jako ozdobne, zwłaszcza cibora zmienna C. alternifolius, uprawiana także jako doniczkowa w domach. Niektóre gatunki z tego rodzaju są chwastami w uprawach.

## Systematyka
Pozycja systematyczna według Angiosperm Phylogeny Website (aktualizowany system APG IV z 2016)
Rodzaj należy do rodziny ciborowatych (Cyperaceae) z rzędu wiechlinowców (Poales) stanowiącego jeden z kladów jednoliściennych (monocots). W obrębie rodziny należy do plemienia Cypereae w obrębie podrodziny Cyperoideae.
Pozycja w systemie Reveala (1994–1999)
Gromada okrytonasienne (Magnoliophyta Cronquist), podgromada Magnoliophytina Frohne & U. Jensen ex Reveal, klasa jednoliścienne (Liliopsida Batsch), podklasa komelinowe (Commelinidae Takht.), nadrząd  Juncanae Takht., rząd ciborowce (Cyperales Hutch.), rodzina ciborowate (Cyperaceae Juss.), podrodzina Cyperoideae  Kostel., plemię Cypereae Colla, podplemię Cyperinae Pax, rodzaj cibora (Cyperus L.).